# Gérard Santoro
Gérard Santoro (ur. 16 października 1961 w Auchel) – francuski zapaśnik w stylu wolnym. Trzykrotny olimpijczyk. Ósmy w Los Angeles 1984, dziewiąty w Barcelonie 1992 i odpadł w eliminacjach w Seulu 1988. Startował w kategorii 62–68 kg.
Zajął 12. miejsce na mistrzostwach świata w 1982. Brązowy medalista mistrzostw Europy w 1991 i igrzysk śródziemnomorskich w 1983 i 1991 roku.